# Brun slavmyra
Brun slavmyra (Formica cunicularia) är en myrart som beskrevs av Pierre André Latreille 1798. Brun slavmyra ingår i släktet Formica och familjen myror. Arten är reproducerande i Sverige. Inga underarter finns listade.

## Bildgalleri

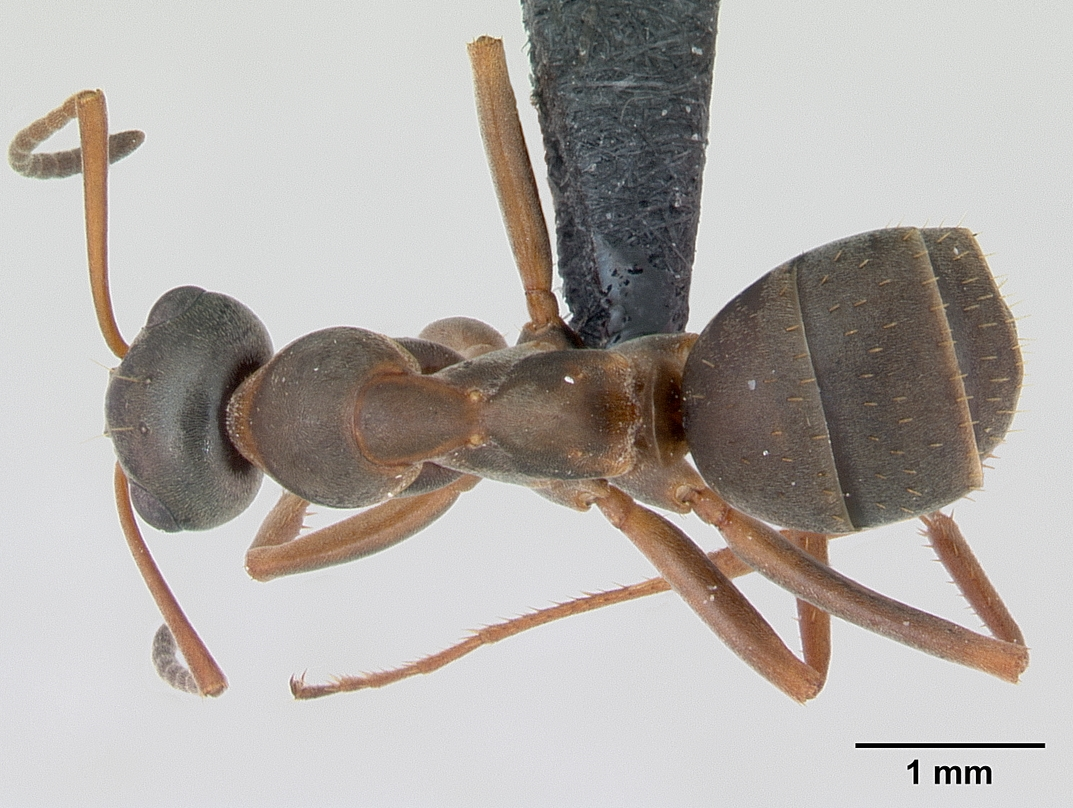
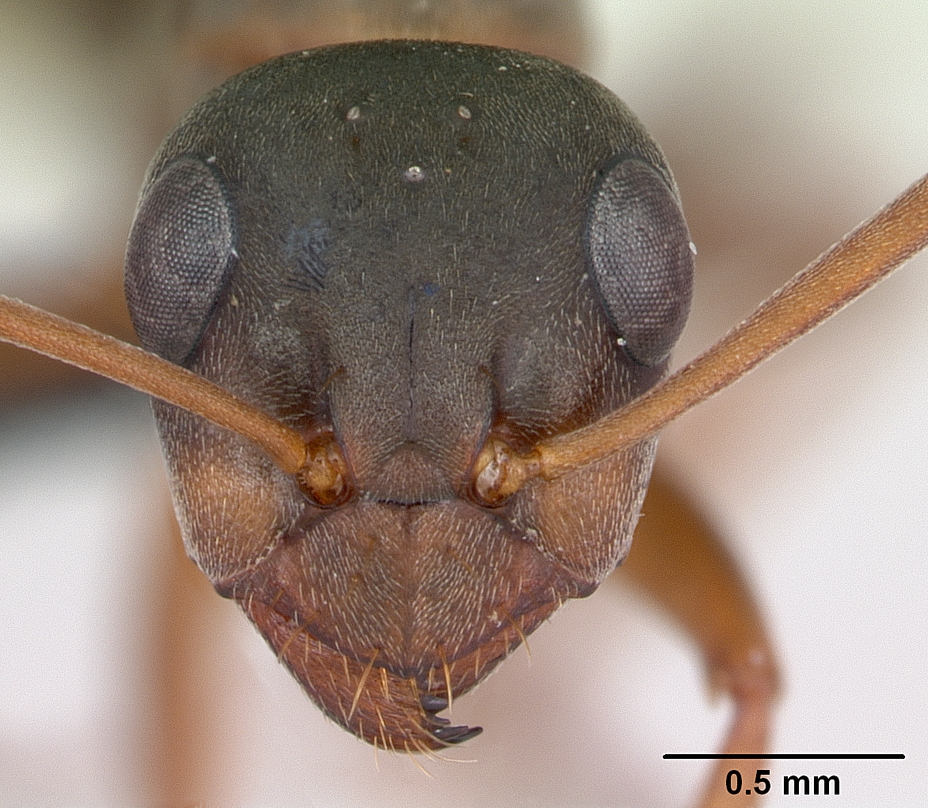
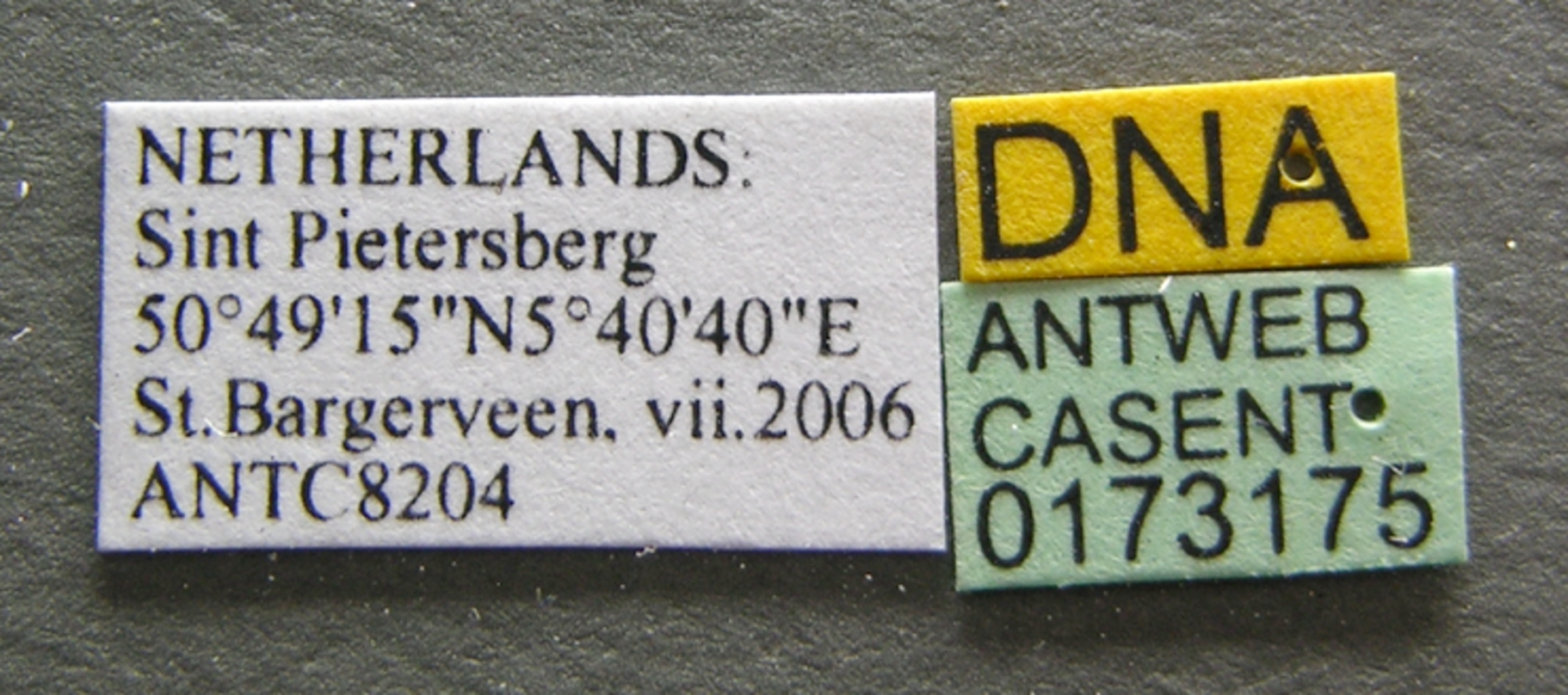
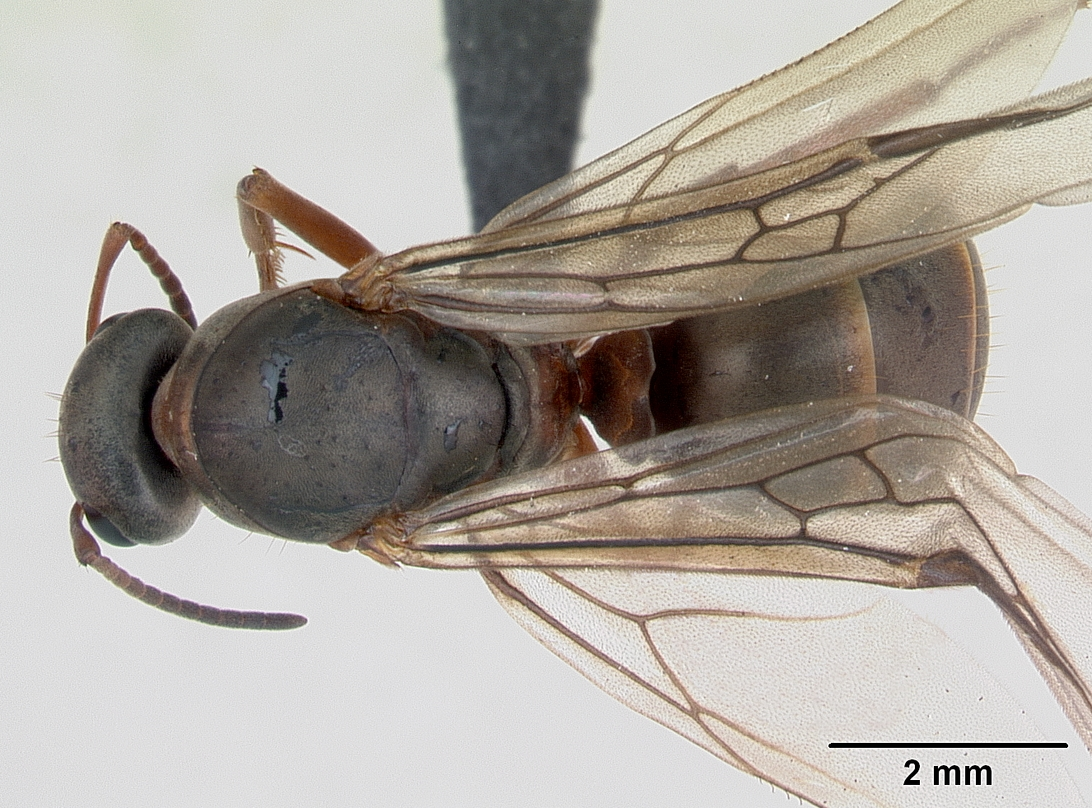
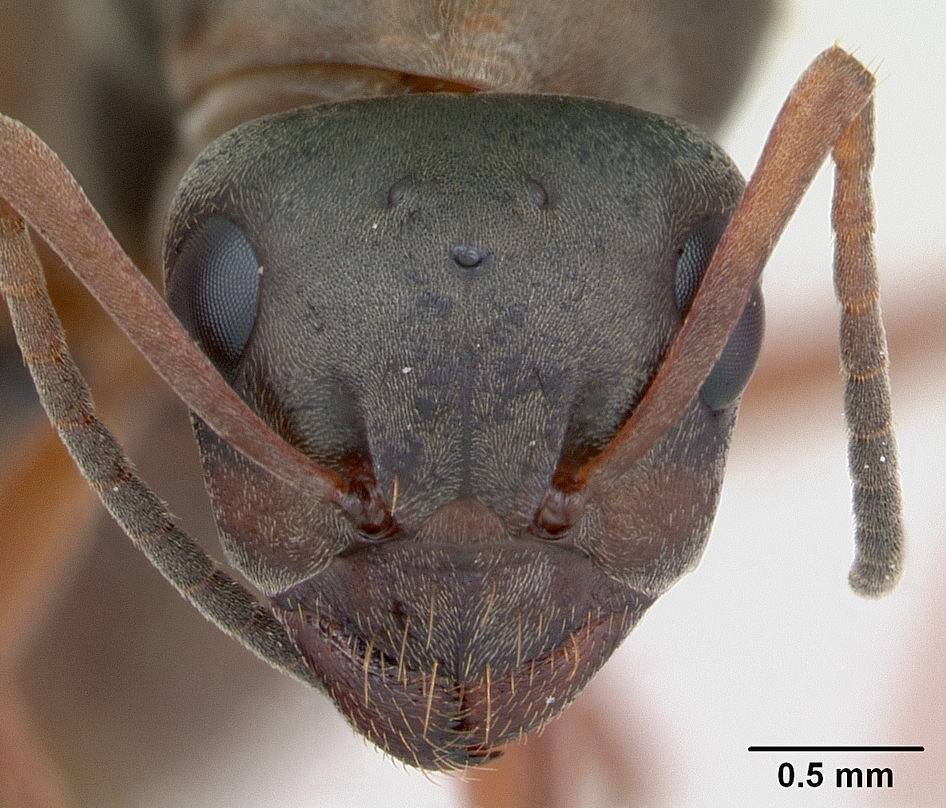
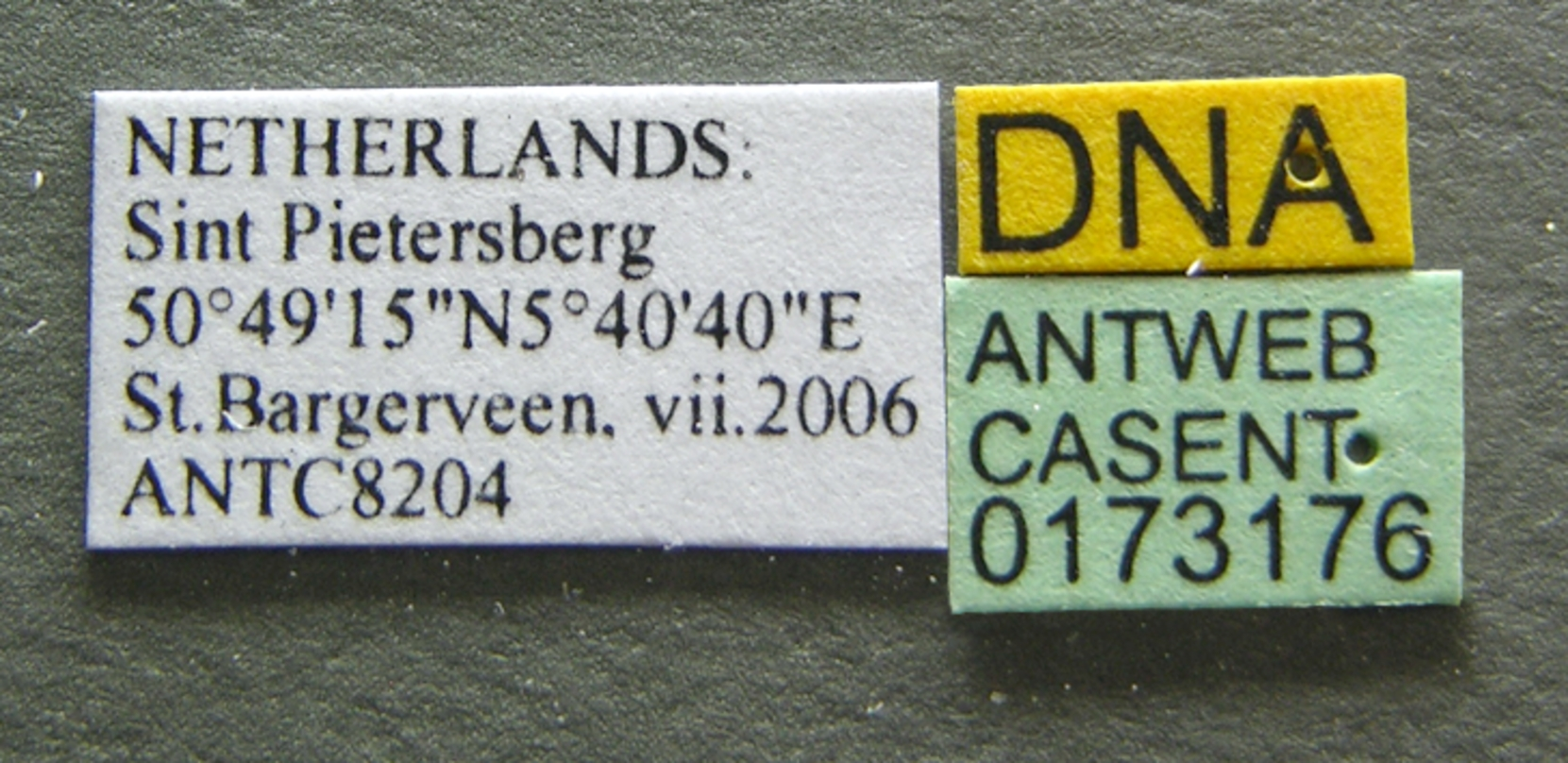